# Alain Robbe-Grillet
Pour les articles homonymes, voir Robbe-Grillet.
Alain Robbe-Grillet, né le 18 août 1922 à Saint-Pierre-Quilbignon (Finistère) et mort le 18 février 2008 à Caen (Calvados), est un romancier et cinéaste français. Considéré, avec Nathalie Sarraute, comme le chef de file du nouveau roman, il a été élu à l'Académie française le 25 mars 2004, sans y être reçu. Son épouse est la romancière Catherine Robbe-Grillet, dont le nom de plume est Jeanne de Berg.

## Biographie
Fils d'ingénieur, Alain Paul Robbe-Grillet suit ses études à Paris au lycée Buffon, puis au lycée Saint-Louis. Il entre à l'Institut national agronomique à Paris, mais il est envoyé au STO à Nuremberg. Un an après son retour en 1945, il obtient le diplôme d'ingénieur agronome. Il est ensuite chargé de mission à l'Institut national de la statistique à Paris, puis ingénieur à partir de 1949 à l'Institut des fruits et agrumes coloniaux, au Maroc, en Guinée française, à la Martinique et à la Guadeloupe (1949-51).
Il se consacre ensuite à la littérature. Son premier roman, Les Gommes, parait en 1953 aux Éditions de Minuit et Roland Barthes lui consacre un article dans Critique. Se liant d'amitié avec Jérôme Lindon, directeur des éditions de Minuit, il en devient conseiller littéraire entre 1955 et 1985. On considère parfois Les Gommes comme le premier « nouveau roman », mais l'expression n'apparaît que quelques années plus tard, sous la plume d'Emile Henriot. En 1963 paraît Pour un Nouveau Roman, recueil d'articles de Robbe-Grillet publiés notamment dans L'Express. Il se fait ainsi en quelque sorte le théoricien de ce mouvement littéraire, malgré sa résistance explicite vis-à-vis d'une telle dénomination (la première phrase de Pour un Nouveau Roman est « Je ne suis pas un théoricien du roman »). Néanmoins, on le qualifia souvent de « pape du nouveau roman ».
Il est un des signataires du Manifeste des 121, titré « Déclaration sur le droit à l’insoumission dans la guerre d’Algérie ».
Il travaille également pour le cinéma, notamment sur le scénario de L'Année dernière à Marienbad, réalisé par Alain Resnais en 1961. En 1966, il réalise en coproduction franco-belge, Trans-Europ Express. Les films qu'il a réalisés ensuite oscillent entre érotisme et sado-masochisme. Il était connu pour être un adepte du sado-masochisme, comme sa femme Catherine Robbe-Grillet.
Peu à peu, ses romans se sont tournés vers l'érotisme, et vers l'« autobiographie fantasmatique », romans qui ont parfois été plus appréciés à l'étranger (notamment aux États-Unis) qu'en France, au moins du point de vue des universitaires. Il participe pourtant au Haut comité pour la défense et l’expansion de la langue française entre 1966 et 1968.
De 1972 à 1997, Alain Robbe-Grillet enseigne aux États-Unis, à l'université de New York (NYU) et à l'université Washington de Saint-Louis, et dirige le Centre de sociologie de la littérature à l'université libre de Bruxelles entre 1980 et 1988.
Élu à l'Académie française au 32e fauteuil, succédant à Maurice Rheims, le 25 mars 2004, il n'a jamais prononcé son discours de réception, refusant le port de l'habit vert et une tradition qu'il considérait comme dépassée, provoquant ainsi l'impatience des autres immortels. Finalement, il n'a jamais siégé à l'Académie française.
Installé dans le Calvados au Mesnil-au-Grain, à partir de 1963, il y écrit la plupart de ses livres et consacre sa formation d'agronome au parc du château du XVIIe siècle. Plus tard, il travaille avec l'Institut mémoires de l'édition contemporaine ouvert en 2003 à Caen, où il dépose ses archives et dont il a fait du directeur son légataire universel.
Alain Robbe-Grillet meurt à Caen dans la nuit du 17 au 18 février 2008 d'une crise cardiaque.

## Décorations
- Officier de la Légion d'honneur
- Officier de l'ordre national du Mérite
- Officier de l'ordre des Arts et des Lettres

## Œuvres littéraires

### Romans
- Un régicide (1949, publié en 1978, éditions de Minuit [9])
- Les Gommes, éditions de Minuit (1953), prix Fénéon 1954
- Le Voyeur, éditions de Minuit (1955), prix des Critiques
- La Jalousie, éditions de Minuit (1957)
- Dans le labyrinthe, éditions de Minuit  (1959)
- La Maison de rendez-vous, éditions de Minuit (1965)
- Projet pour une révolution à New York, éditions de Minuit (1970)
- Topologie d'une cité fantôme, éditions de Minuit (1976)
- Souvenirs du triangle d'or, éditions de Minuit (1978)
- Djinn, éditions de Minuit (1981)
- La Reprise, éditions de Minuit (2001)[10]

### Romanesques (fictions autobiographiques)
- Le Miroir qui revient, éditions de Minuit (1985)
- Angélique ou l'Enchantement, éditions de Minuit (1988)
- Les Derniers Jours de Corinthe, éditions de Minuit (1994)

### Nouvelles
- Instantanés, éditions de Minuit (1962)

### Ciné-romans et scénarios de films
- L'Année dernière à Marienbad, ciné-roman, éditions de Minuit (1961)
- L'Immortelle, ciné-roman, éditions de Minuit (1963)
- Glissements progressifs du plaisir, ciné-roman, éditions de Minuit (1974)
- C'est Gradiva qui vous appelle, ciné-roman, éditions de Minuit (2002), prix Sade
- Scénarios en rose et noir (1966-1983), scénarios des films, Fayard (2005)
- La Forteresse, scénario pour Michelangelo Antonioni, éditions de Minuit (2009)

### Conte pour adultes
- Un roman sentimental, Fayard [11] (2007)

### Essais et entretiens
- Pour un Nouveau Roman, essais, éditions de Minuit (1963)
- Le Voyageur, textes, causeries et entretiens (1947-2001), Bourgois (2001)
- Entretiens avec Alain Robbe-Grillet, par Benoît Peeters, DVD vidéo, Les Impressions Nouvelles, 2001. Ces entretiens sont retranscrits dans : Réinventer le roman, Entretiens inédits, Flammarion, coll. Champs essais (2022)
- Préface à une vie d'écrivain[12], Seuil (2005)
- Pourquoi j'aime Barthes, Christian Bourgois (1978, 2002, 2009), textes repris dans Le Voyageur.
- Alain Robbe-Grillet. Entretiens complices, par Roger-Michel Allemand, Éditions de l'École des hautes études en sciences sociales (2018)[13].

### Correspondance
- Alain & Catherine Robbe-Grillet, Correspondances, 1951-1990, Fayard (2012)
- Nouveau Roman, Correspondance, 1946-1999, Gallimard (2021). Ce volume comprend la correspondance d'Alain-Robbe-Grillet avec Claude Ollier, Robert Pinget, Claude Simon, Nathalie Sarraute et Claude Mauriac.

## Filmographie

### Réalisateur
- 1963 : L'Immortelle
- 1966 : Trans-Europ-Express
- 1968 : L'Homme qui ment
- 1971 : L'Eden et après
- 1971 : N. a pris les dés...
- 1974 : Glissements progressifs du plaisir
- 1975 : Le Jeu avec le feu
- 1983 : La Belle Captive
- 1995 : Un bruit qui rend fou, coréalisé avec Dimitri de Clerq
- 2007 : C'est Gradiva qui vous appelle

### Scénariste
- 1961 : L'Année dernière à Marienbad d’Alain Resnais
- 1969 : Les Gommes de Lucien Deroisy
- 1972 : La Jalousie de Klaus Kirschner (TV)
- 1994 : Taxandria, de Raoul Servais

### Acteur
- 1968 : Je t'aime, je t'aime d'Alain Resnais
- 1999 : Le Temps retrouvé de Raoul Ruiz

## Colloques et séminaires

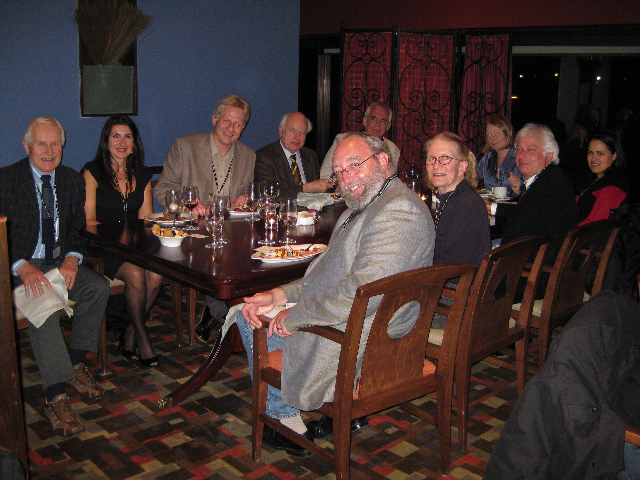
Colloque international Robbe-Grillet, 2009.

- Nouveau roman : hier, aujourd'hui, Cerisy-la-Salle, 1971[14].
- Robbe-Grillet : analyse, théorie, Cerisy-la-Salle, 1975[15].
- Pour une théorie matérialiste du texte, Cerisy-la-Salle, 1980[16],[17].
- Alain Robbe-Grillet. Balises pour le XXIe siècle, Université d'Ottawa, 2009[18].

## Synthèses critiques
- Denise Bourdet, Alain Robbe-Grillet, dans: Visages d'aujourd'hui, Paris, Plon, 1960.
- Bruce Morrissette, Les Romans de Robbe-Grillet, préface de Roland Barthes, Éditions de minuit, 1963.
- Olga Bernal, Alain Robbe-Grillet. Le roman de l'absence, Paris, Gallimard, collection Le Chemin, 1964.
- Angela Davis, The Novels of Robbe-Grillet. A Study of Method and Meaning, Brandeis University, 1965.
- Bruce Morrissette, Alain Robbe-Grillet, Columbia University Press, 1965.
- André Gardies, "Alain Robbe-Grillet", Seghers, collection "Cinéma d'aujourd'hui", 1972.
- Jean Ricardou (dir.), Robbe-Grillet analyse, théorie 1. Roman / Cinéma Colloque de Cerisy ; 2. Cinéma / Roman Colloque de Cerisy, 10/18 - UGE - 1976.
- Dominique Chateau et François Jost, Nouveau cinéma, nouvelle sémiologie. Essai d'analyse des films de Robbe-Grillet, UGE, 10/18, 1979, repris par éditions de Minuit, 1983
- André Gardies, "Approche du récit filmique, sur 'L'Homme qui ment' d'Alain Robbe-Grillet", ed. Albatros, collection ça cinéma, 1980.
- André Gardies, "Le cinéma de Robbe-Grillet, essai sémiocritique", ed. Albatros, collection ça cinéma,1983.
- Jean Ricardou, Le Nouveau Roman, Seuil, collection Écrivains de toujours, 1973 ; version récrite, précédée d'une préface inédite suivie de l'étude 'Les raisons de l'ensemble', Seuil, collection 'Points', 1990.
- Roger-Michel Allemand, Alain Robbe-Grillet, éd. du Seuil, 2002.
- Roger-Michel Allemand, Le Nouveau Roman, éd. Ellipses, 1996.
- Roger-Michel Allemand et Christian Milat (dir.), Alain Robbe-Grillet. Balises pour le XXIe siècle, Presses de l'Université d'Ottawa & Presses Sorbonne Nouvelle, 2010.
- Catherine Robbe-Grillet, Alain, Paris, Fayard, 2012.
- Benoît Peeters, Robbe-Grillet, L'aventure du Nouveau Roman, Flammarion, 2022.
- Fedorov, Alexander. Analysis of Art House Media Texts Use during Media Studies in the Student Audience (Alain Robbe-Grillet Movies Case Study)

## Collaborations
- Temple aux miroirs, avec Irina Ionesco (1977)
- Les demoiselles d'Hamilton, avec David Hamilton (1972)[19]
- Rêves de jeunes filles, avec David Hamilton (1971)[20]

## Hommages
- Une plaque a été inaugurée sur sa maison natale le 24 septembre 2022. Elle se trouve rue Franchet-d'Esperey, de nos jours située à Brest[21].